# 4G
4G (engleză:  fourth generation) este numele generației a patra de tehnologie telefonică mobilă, aceasta fiind succesoarea 3G.
Un sistem 4G oferă internet mobil de mare viteză. De acest sistem pot beneficia laptopurile cu o conexiune prin modem USB fără-fir, smartphonurile și alte sisteme mobile. Aplicațiile compatibile includ televiziunea mobilă high-definition, televizunea 3D, sistemele pentru conferinte video. Recent noile sisteme de operare mobile: Android, iOS, Windows Phone intră în categoria 4G. De asemenea 4G a înregistrat iradiere mai mare decât 3G la releele blocurilor.
În Statele Unite Sprint Nextel a introdus rețele mobile WiMAX din 2008, iar MetroPCS a fost primul operator care a oferit servicii LTE (Evoluție pe Termen Lung) în 2010. Modemuri USB fără-fir au fost disponibile de la început, în timp ce smartphone-urile WiMAX au fost disponibile din 2010, iar cele LTE din 2011. Echipamentele făcute pentru diferite continente nu au fost întodeauna compatibile din cauza diferențelor de frecvență între rețele. Rețelele mobile WiMAX  sunt disponibile în prezent (Decembrie 2012) pentru piața europeană, mai exact în România, Italia și Germania.
După licitarea ANCOM,prima companie ce a furnizat servicii de internet 4G Weimar a fost (și este) 2K Telecom împreună cu Necc Telecom.